# 京極琉
京極 琉（Kyogoku Ryu、本名 黄国民 1994年10月10日上海出身、国籍不明）は、日本の美容師、ヘアメイクアーティスト、経営者。Salon Ryu Kyogoku代表、株式会社Kyogoku代表、Kyogoku Academy主宰。

## 人物
中華人民共和国、上海市出身。12歳の時、母親と共に訪日。都内小・中学校を経て東京都立浅草高等学校卒、国際理容美容専門学校夜間課程入学と同時に銀座の美容室でアルバイトを開始。卒業後、同サロンに就職するがサロンが閉店、QBカットに入社。６か月間勤務後、2016年に渡英。約半年の留学の間にVidal Sassoon Academy, TONI & GUY Academy , SANRIZZ Academy の3校を卒業。アカデミーで学びながら現地アーティストと作品撮影に取り組み、「Vogue Italia」をはじめ、多数ファッション雑誌に掲載される。2016～2017London Fasshion Week Hairを担当。
帰国後、2017年7月、東京赤坂に「SalonRyu」をオープン。学生時代から数多くのコンテストに参加、多数入賞。2017年1月には 和楽主催による「 CUT & STYLING CONTEST」 カットモデル部門2年連続の優勝。
ダブルカラーを得意とし、アジアの黒髪をシルバーヘアに変える画像と動画に特化したINSTAGRAMのフォロワー数が34万人、Youtubeのチャンネル登録者数8万人、シルバーヘアの京極として業界内外から注目を集める。ネット活用による美容師ステイタスアップを成し遂げた時代の寵児として多数の雑誌社・ウェブメディアに掲載。伴って全国規模での講習のオファーが殺到。
単なるウェブマーケティング手法ではなく、コンテスト受賞で裏付けられた技術力と一歩先を視野に入れたメニュー・テクニックによる現実的手法を講師活動を通して全国へ広めている。
2019年末　既存商材ではパフォーマンスに限界を感じ、自らのオリジナルブランド「KyogokuProfessional」を立ち上げ。美容師向け商材開発販売を開始。
2020年9月　若手美容師育成のためのオンラインサロンKyogoku Academyを開校。
2021年10月　大阪で開催された【ビューティーワールドジャパンウエスト2021】のヘアブースに株式会社kyogokuが運営するプロユースブランド【KYOGOKU PROFESSIONAL】が初出展。
2021年8月　チョキチョキヘアー掲載 コラボ企画としてフォトコンテストを実施。

## 受賞歴
| 年度   | 受賞歴 |
| ------ | --- |
| 2014年 | 第31回 H.S.A FESTIVAL ザ・ジオメトリックウィッグ部門 優秀賞                                                        |
| 2014年 | 第78回国際理容競技全国大会 グラデーションボブ部門 敢闘賞                                                           |
| 2015年 | 第3回 PEEK-A-BOO ウィッグデザインコンテスト デザイン賞                                                             |
| 2016年 | 第8回和楽 Beauty Creator's Academy CUT&STYLING CONTEST 優勝                                                        |
|        | 第10回ビューティークリエーターズアカデミー CUT&STYLING CONTEST カットモデルクラス 優勝                             |
|        | 第29回 NHDK ヘアコンテスト全国大会 カット部門 TOKYO FASHION EDGE 賞                                                |
|        | 第5回 PEEK-A-BOO ウィッグデザインコンテスト 銅賞                                                                   |
| 2017年 | 第9回和楽 Beauty Creator's Academy CUT&STYLING CONTEST 優勝                                                        |
|        | JHA New Comer Finalist                                                                                             |
|        | Alternative Hair Show VISIONARY AWARD Cut&Color Runner up                                                          |
|        | 第34回H.S.A.グランドフェスティバル・HSA プレッピー賞・森川英展 特別審査員賞・ HSA レディースモデル部門三位         |
|        | 水曜会コンテスト フォトサロンスタイル部門・ KBK賞・週刊美容賞・フォトクリエイティブ部門 百日草賞・美容研究水曜会賞 |
| 2018年 | Schwarzkopf Generation Next Member                                                                                 |
|        | Alternative Hair Show VISIONARY AWARD Cut&Color Winner                                                             |
| 2019年 | 2019年 JHA New Comer Finalist                                                                                      |

## 書籍
『京極琉 25年の奇跡』株式会社オールビューティ社（ 2019年）

### 雑誌（ヘアメイク担当）
- WWDbeauty
- SNIPSTYLE
- TOMOTOMO
- TOKYO FASHION EDGE
- HairMode
- Vogue Italia